# Turquénite

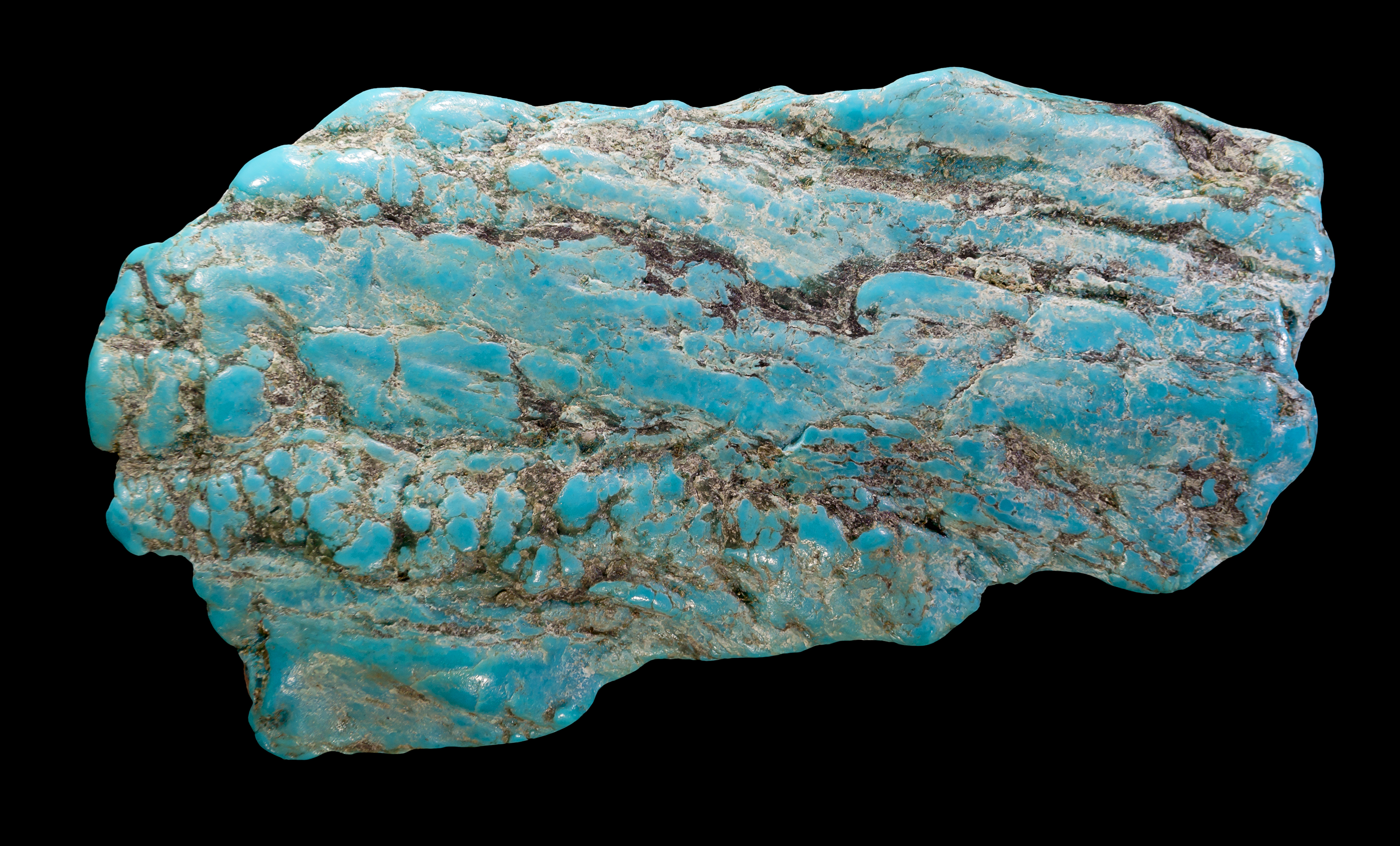
Turquénite (ici, howlite colorée en bleu)

La turquénite est un minéral coloré artificiellement en bleu afin de ressembler à la turquoise. Les deux espèces minérales les plus employées pour cette transformation sont la magnésite et la howlite.